# Hannelore Jahr
Hannelore Jahr (* 1954 in Quierschied) ist eine deutsche evangelische Theologin und Verlagslektorin. Sie war Leiterin des Bereichs Lektorat und Bibelübersetzung (bis 2018), dann Leiterin der Abteilung Bibelübersetzung und Mitglied der Geschäftsleitung (bis Ende 2019) in der Deutschen Bibelgesellschaft (DBG). In die Zeit ihrer Tätigkeit fielen die Revision der Lutherbibel 2017 und das Übersetzungsprojekt der BasisBibel. Seit Anfang der 1990er Jahre lebt sie mit ihrem Mann Christian Schröter in Tübingen-Bebenhausen.

## Leben und Wirken
Hannelore Jahr studierte evangelische Theologie und Germanistik (deutsche Literatur- und Sprachwissenschaft) an der Universität des Saarlandes und in Heidelberg. Zu ihren akademischen Lehrern gehörten Ulrich Mann, Friedrich Wilhelm Kantzenbach, Claus Westermann und Gert Hummel. Bei Letzterem promovierte sie im Fach Systematische Theologie mit einer Arbeit über Theologie als Gestaltmetaphysik. Die Vermittlung von Gott und Welt im Frühwerk Paul Tillichs an der philosophischen Fakultät der Universität des Saarlandes, wo sie auch als wissenschaftliche Mitarbeiterin mit Lehrdeputat tätig war.
Seit 1987 arbeitete sie als Lektorin bei der Deutschen Bibelgesellschaft (DBG) in Stuttgart und übernahm 1996 die Leitung des Lektorats. In den „Jahren mit der Bibel“ 1992 und 2003 war sie Mitglied der jeweiligen Arbeitsausschüsse für Publikationen. Außerdem war sie Mitglied und von 1995 bis 2005 auch Vorsitzende der European Publishing Group des Weltverbands der Bibelgesellschaften („United Bible Societies“).
Mit dem Start des neuen Bibelübersetzungsprojekts der BasisBibel wurde das Lektorat zum Bereich „Lektorat und Bibelübersetzung“ erweitert. Zuletzt war Hannelore Jahr auch Mitglied der Geschäftsleitung der DBG.
Seit 1999 ist sie Mitglied im Kirchengemeinderat der Evangelischen Kirche Bebenhausen.

## Mitarbeit an Bibelprojekten

### BasisBibel
An der Entwicklung der Konzeption für die BasisBibel war Hannelore Jahr maßgeblich beteiligt und begleitete die neu entstehende Übersetzung vom Pilotprojekt des zuerst publizierten Evangeliums (Markus, 2006) bis zur Drucklegung der vollständigen Bibel (Altes und Neues Testament), die im Jahr 2021 erscheint. Schwerpunkt ihrer Arbeit war die germanistisch-stilistische Redaktion der neu übersetzten Texte.
Die BasisBibel ist die erste Bibelübersetzung überhaupt, die im Blick auf die durch die neuen Medien veränderten Lese- und Rezeptionsgewohnheiten der Leser und Mediennutzer entstanden ist. Die Konzeption wurde zusammen mit den evangelischen Jugendverbänden erarbeitet, die – besonders für ihre Arbeit mit kirchenfernen Jugendlichen – den Bedarf für einen solchen neuen Zugang zur Bibel anmeldeten.
Die BasisBibel ist eine auf Anhieb verständliche und leicht zu rezipierende Übersetzung, geprägt durch kurze, einfach strukturierte Sätze, rhythmische Prosa und eine zeitgemäße Sprache, aber ohne Modernismen. Zum Konzept gehören auch Hintergrund-Informationen zum Text in den Randspalten der gedruckten Ausgaben und ausführliches Vertiefungsmaterial (Karten, Bilder, Videos, Lexika und Suchfunktionen) in den elektronischen Publikationen wie Internet oder Apps.
Von der BasisBibel sind erschienen:
- Die 4 Evangelien (zunächst als Einzeleditionen, 2008 in einem Band zusammengefasst)
- BasisBibel. Das Neue Testament (2010)
- BasisBibel. Die Psalmen (2012)
- BasisBibel. Auslese (2015)

In Vorbereitung:
- BasisBibel. Gesamtausgabe (2021)

Die Gesamtausgabe der BasisBibel erscheint in zwei Versionen: als Kompaktausgabe (ohne Sinnzeilen wie ein Roman gesetzt) und als Komfortausgabe (mit den Sinnzeilen wie Poesie gesetzt).
Für die Gesamtausgabe wurden das Neue Testament und die Psalmen noch einmal fachwissenschaftlich geprüft und vor dem Hintergrund der inzwischen gewonnenen Erfahrungen auch sprachlich-stilistisch überarbeitet.

### Lutherbibel 2017
Im März 2006 regte die Deutsche Bibelgesellschaft bei der Evangelischen Kirche in Deutschland (EKD) eine Überprüfung des aktuellen Textes der Lutherbibel an, die in der damaligen Fassung auf die Revisionen von 1964 (Altes Testament), 1970 (Apokryphen) und 1984 (Neues Testament) zurückging. Besonders das Alte Testament, dessen Revision die Ergebnisse der Qumran-Forschung noch nicht voraussetzen konnte, entsprach nicht mehr dem aktuellen Stand der Textforschung, aber auch im Neuen Testament war die exegetische und textwissenschaftliche Forschung seit 1984 weitergegangen. Eine stichprobenartige Prüfung verschiedener alt- und neutestamentlicher Texte auf ihre Richtigkeit und Genauigkeit bestätigte den Handlungsbedarf. Daraufhin beschloss der Rat der EKD im April 2008 die Kriterien und Richtlinien für eine umfassende Überprüfung des Textes. Es wurde ein mehrstufiges Verfahren entwickelt, in dem die biblischen Texte durch verschiedene Arbeitsgruppen geprüft wurden.
Als abschließende Redaktionsgruppe wurde ein „Lenkungsausschuss“ unter der Leitung von Altbischof Christoph Kähler eingesetzt. Als Verlegerin der Lutherbibel war auch die Deutsche Bibelgesellschaft im Lenkungsausschuss vertreten, zunächst durch den damaligen Generalsekretär Klaus Sturm, dann durch Hannelore Jahr, die im Lektorat schon lange die Ausgaben der Lutherbibel betreut hatte. Im Fortgang der Arbeit kam von der Bibelgesellschaft auch Annette Graeber hinzu, die für die Pflege der elektronischen Textdaten bei der Bibelgesellschaft verantwortlich war.
Die inhaltliche Arbeit begann im Jahr 2010 mit dem Ziel, die neue Textfassung noch vor Beginn des Jubiläumsjahrs der Reformation 2016/17 abzuschließen. Es war eine äußerst intensive Arbeit. Die Anzahl der überarbeitungsbedürftigen Stellen war weit größer als ursprünglich angenommen. Was zunächst als „Durchsicht“ der Lutherbibel geplant gewesen war, entwickelte sich zu einer durchgreifenden Revision. Das hatte den Vorzug, dass die Arbeit – im Unterschied zu ihrem Vorgängerprojekt – die ganze Bibel auf einmal umfasste. Zum ersten Mal konnte man dabei auch auf die Recherchemöglichkeiten elektronischer Bibelausgaben zurückgreifen, was vor allem der Konsistenz des Unternehmens zugutekam. Das Ergebnis entspricht nicht nur dem aktuellen Stand der Bibelforschung, sondern kehrt, wo es sachlich vertretbar ist, auch zum original „Luther-Sound“ zurück.
Der revidierte Text wurde am 11. September 2015 vom Rat der EKD angenommen und für den gottesdienstlichen Gebrauch empfohlen. In einem Festakt auf der Wartburg, also an dem Ort, wo Martin Luther einst das Neue Testament übersetzt hatte, erfolgte am 16. September 2015 die förmliche Übergabe des Manuskripts durch den Vorsitzenden des Lenkungsausschusses Christoph Kähler an den Ratsvorsitzenden der EKD Heinrich Bedford-Strohm. Dieser gab es für die Drucklegung an den Generalsekretär der Deutschen Bibelgesellschaft Christoph Rösel weiter.
Die Bibelgesellschaft hatte den renommierten Buchgestalter und Typografen Friedrich Forssman und seine Frau Cornelia Feyll für das Projekt gewonnen und mit ihnen zusammen eine neue Typografie und ein neues Design der Lutherbibel entwickelt.
Bei der Frankfurter Buchmesse im Oktober 2016 wurde das Werk der Öffentlichkeit vorgestellt. Die Übergabe an die evangelischen Gemeinden erfolgte in einem Gottesdienst am 30. Oktober 2016 in der Georgenkirche in Eisenach, der zeitgleich auch im Fernsehen ausgestrahlt wurde.
Die Württembergische Bibelgesellschaft präsentierte in ihrem Bibliorama in Stuttgart das „Making of“ der neuen Ausgabe in einer Ausstellung. Bei der Vernissage würdigte Hannelore Jahr die Bedeutung der Lutherbibel als theologisches und philologisches Meisterwerk:

„Wir sind uns heute vielleicht deutlicher als bei der Revision in der Mitte des letzten Jahrhunderts bewusst, was für einen Schatz wir in der Lutherbibel haben. Luthers Bibelübersetzung ist nicht das Werk eines Schreibtischgelehrten. Sie ist geprägt von der Erfahrung eines Predigers, der seine Zuhörer zu fesseln wusste. Sie ist Verkündigung des Evangeliums von der Liebe Gottes zu seinen Menschenkindern, vom Geschenk der göttlichen Gnade, das die Menschen nur dankbar im Glauben annehmen können. Luthers Theologie hat sich an seiner Bibelübersetzung geformt und ist ihrerseits wieder in seine Bibelübersetzung eingeflossen. Um diesen Kristallisationspunkt sammelt sich bis heute evangelischer Glaube in seinen verschiedenen Spielarten. 
Die Lutherbibel ist nicht nur ein Sprachkunstwerk sondergleichen, sondern auch ein wesentlicher Teil der deutschen Kultur. Luther hat mit seiner Bibelübersetzung die deutsche Sprache viel stärker geprägt, als uns heute oft bewusst ist. Vor der Lutherbibel ziehen die Großen der deutschen Literatur ihren Hut – bis hin zu Bertolt Brecht, der auf die Frage nach seiner Lieblingslektüre antwortete: ‚Sie werden lachen: die Bibel‘. 
Wo in Kirche und Kultur eine Sprache erklingen soll, die sich vom profanen Deutsch der Alltagssprache abhebt, wird in aller Regel die Lutherbibel zu hören (oder zu lesen) sein. Dass dies neu entdeckt und wertgeschätzt wird, daran will die Revision der Lutherbibel 2017 mitwirken.“

## Veröffentlichungen

### Autorin
- Theologie als Gestaltmetaphysik. Die Vermittlung von Gott und Welt im Frühwerk Paul Tillichs. Berlin: de Gruyter 1989 (zugl.: Saarbrücken, Univ., Diss., 1987/88)
- Bücher, so nützlich und gut zu lesen sind. Die Apokryphen, deuterokanonische Schriften des Alten Testaments. Stuttgart: Deutsche Bibelgesellschaft 1993, aktualisierte Neuausgabe 2003.
- Die BasisBibel – eine neue Übersetzung für eine sich wandelnde Bibel-Lesekultur. In: Bibelübersetzung als Wissenschaft. Aktuelle Fragestellungen und Perspektiven. Beiträge zum Forum Bibelübersetzung aus den Jahren 2005 bis 2011. Hrsg. v. Eberhard Werner. Stuttgart: Deutsche Bibelgesellschaft 2012, S. 215–224.
- Die Arbeit des Verlags und Die Bibelübersetzungen. In: 200 Jahre Bibelgesellschaft in Württemberg (1812–2012). Hrsg. v. der Deutschen Bibelgesellschaft. Stuttgart: Deutsche Bibelgesellschaft 2012, S. 48–54.
- Die BasisBibel. Herausforderungen einer Bibelübersetzung im digitalen Zeitalter. In: „Was Dolmetschen für Kunst und Arbeit sei“. Die Lutherbibel und andere deutsche Bibelübersetzungen. Beiträge der Rostocker Konferenz 2013. Hrsg. v. Melanie Lange und Martin Rösel. Leipzig: Evangelische Verlagsanstalt und Stuttgart: Deutsche Bibelgesellschaft 2014, S. 315–329
- War die Reformation eine Medienrevolution? Die Bedeutung des Buchdrucks für die Ausbreitung der Reformation. In: Bibel und Kirche 1, 2017, S. 18–21.
- The Contribution of Printing Press to the Reform Movement and the Digital Challenge Today. In: Journal of Biblical Text Research Vol. 37/Oct. 2015, p. 311–339.
- Die Vorgeschichte [der neuen Lutherbibelrevision] bei der Deutschen Bibelgesellschaft. In: Die Revision der Lutherbibel 2017. Stuttgart: Deutsche Bibelgesellschaft 2019 (Inhalt), S. 26–31.
- „Schaffe mir Kinder!“ Die Frage nach der „geschlechtergerechten“ Sprache bei der Revision der Lutherbibel. In: Die Revision der Lutherbibel 2017, Stuttgart: Deutsche Bibelgesellschaft 2019, S. 149–161 (zusammen mit Christoph Kähler).

### Mitarbeiterin
- Wido Wiedehopf erzählt Geschichten aus der Bibel: Die Weihnachtsgeschichte. [Liedmelodien und Liedtexte sowie Gesang und Flöte] Stuttgart: Deutsche Bibelgesellschaft 2007 (zusammen mit Mathias Jeschke).
- Kleiner Führer durch die Bibel [Einführung und Redaktion], Stuttgart: Deutsche Bibelgesellschaft 1998.
- Gute Nachricht für dich und Lutherbibel für dich [Einführung und Redaktion der Farbseiten zusammen mit Karin Jeromin, bearbeitet von Michael Landgraf], Neuausgabe Lutherbibel für dich: Stuttgart: Deutsche Bibelgesellschaft 2016.
- Martin Luther – Reformator und Bibelübersetzer [zusammen mit Hellmut Haug, neu bearb. von Thorsten Dietz und Christoph Kähler]. Farbteil Jubiläumsausgabe: Die Bibel. Lutherübersetzung. Stuttgart: Deutsche Bibelgesellschaft 2017; zugleich als Separatdruck.

### Herausgeberin
- Die neue Gute-Nachricht-Bibel. Siegfried Meurer zum Abschied gewidmet, Stuttgart: Deutsche Bibelgesellschaft 1998.
- Unter Gottes weitem Himmel. Die Bibel für Kinder, nacherzählt von Christiane Herrlinger. Illustriert von Dieter Konsek. [Redaktion zusammen mit Mathias Jeschke], Stuttgart: Deutsche Bibelgesellschaft 2003.
- „... und hätte der Liebe nicht“. Die Revision und Neugestaltung der Lutherbibel 2017: 500 Jahre Reformation. Stuttgart: Deutsche Bibelgesellschaft 2016.
- Die Revision der Lutherbibel 2017. Hintergründe – Kontroversen – Entscheidungen. Stuttgart: Deutsche Bibelgesellschaft 2019 (hrsg. zusammen mit Christoph Kähler und Jürgen-Peter Lesch; Inhalt).